# Юхнин, Василий Васильевич
Васи́лий Васи́льевич Юхни́н (коми Василей Василей Юхнин; 12 января 1907, Занулье, Усть-Сысольский уезд, Вологодская губерния, Российская империя — 23 ноября 1960, Сыктывкар, Коми АССР, СССР) — советский коми писатель-романист.

## Биография
Василий Юхнин родился в селе Занулье, Усть-Сысольского уезда Вологодской губернии. В юности он был ямщиком: работал в хозяйстве отца, а затем — на лесозаготовках, на сплаве. Добирался до Кибры, Визинги и даже до Усть-Сысольска.
В 1931 году вышло первое литературное произведение Юхнина — рассказ «Соревнование» (коми «Аскост тыш»). В 1932 году его автор поступил на курсы по подготовке в вуз, и после их окончания стал студентом факультета языка и литературы коми педагогического института. Принимал активное участие в жизни студенческого литобъединения. Завершив обучение в институте в 1937 году, он устроился в редакцию газеты «Лесной рабочий» (коми «Вöрлэдзысь»).
В 1938 году было опубликовано первое крупное произведение Юхнина — повесть «Динъёльский лесопункт», посвящённое развитию лесной промышленности и сельского хозяйства на коми севере. В этом же году он стал членом Союза писателей СССР и с тех пор — вплоть до 1948 года — возглавлял Коми писательскую организацию. Большим событием в коми литературной жизни стала публикация в 1939 году в журнале «Ударник» романа Юхнина «Алая лента». Повествующее о жизни коми крестьян начала XX века, это произведение стало первым законченным национальным романом авторства коми писателя. В 1941 году «Алая лента» была выпущена отдельным изданием, а в 1954 году — переиздана под новой редакцией. Примечательно, что свой гонорар за «Алую ленту» Юхнин потратил на приобретение пилорамы для своего родного села Занулье, которая исправно работала в течение 25 лет.
Во время Великой Отечественной войны Юхнин активно занимался написанием публицистических и художественных очерков, таких, как «Герой Советского Союза Николай Оплеснин» (1942) и «Пионер города Ухты» (1943).
В 1950 году был опубликован роман Юхнина «Огни тундры» (коми «Тундраса бияс»), посвящённый освоению Севера в советское время, в частности, строительству Печорского угольного бассейна. Широкую известность получили и детские произведения писателя: пьеса-сказка «Золотое слово» (коми «Зарни кыв») и повесть «Огненное болото» (коми «Биа нюр»).
Василий Юхнин умер в 1960 году в Сыктывкаре, где и похоронен. Его произведения были переведены на русский язык, языки народов СССР и некоторые иностранные языки. Ещё при жизни писатель был награждён орденами Трудового Красного Знамени и «Знак почёта», а также рядом медалей.

## Некоторые произведения

### Рассказы, очерки, повести
- «Соревнование» (1931)
- «Динъёльский лесопункт» (1938)
- «Герой Советского Союза Николай Оплеснин» (1942)
- «Пионер города Ухты» (1943)

### Романы
- «Алая лента» (1939)
- «Огни тундры» (1950)
- «Сосны шумят» (неоконченный)